# Sixième circonscription de la Seine-Maritime
La sixième circonscription de la Seine-Maritime est l'une des 10 (12 avant la réforme de 2010) circonscriptions législatives françaises que compte le département de la Seine-Maritime (76) situé en région Normandie.

## Description géographique et démographique

### De 1958 à 1986
Le département compte dix circonscriptions.
La sixième circonscription de la Seine-Maritime est composée de :
- canton du Havre-1
- canton du Havre-2
- canton du Havre-5
- canton du Havre-6
- canton de Montivilliers (moins les communes de : Gainneville, Gonfreville-l'Orcher)

Source : Journal officiel du 14-15 octobre 1958.

### Depuis 1988
La sixième circonscription de la Seine-Maritime est délimitée par le découpage électoral de la loi no 86-1197 du 24 novembre 1986, elle regroupe les divisions administratives suivantes : 
- canton de Bolbec
- canton de Gonfreville-l'Orcher
- canton du Havre-III
- canton de Lillebonne
- canton de Saint-Romain-de-Colbosc

D'après le recensement général de la population en 1999, réalisé par l'Institut national de la statistique et des études économiques (INSEE), la population de cette circonscription est estimée à 115 855 habitants,.
À la suite du redécoupage des circonscriptions législatives françaises de 2010 qui entre en application avec les élections législatives françaises de 2012, la sixième circonscription regroupe désormais les cantons suivants : 
- Canton d'Aumale
- Canton de Blangy-sur-Bresle
- Canton de Dieppe-Est
- Canton de Dieppe-Ouest
- Canton de Forges-les-Eaux
- Canton d'Envermeu
- Canton d'Eu
- Canton de Londinières
- Canton de Neufchâtel-en-Bray
- Canton d'Offranville.

## Historique des députations
| Législature | Début de mandat | Fin de mandat  | Député            | Parti politique | Observations |
| ----------- | --------------- | -------------- | ----------------- | --------------- | --- |
| Ire         | 9 décembre 1958 | 9 octobre 1962 | Pierre Courant    | CNIP            | Mandat écourté à la suite d'une dissolution parlementaire décidée par Charles de Gaulle.                        |
| IIe         | 6 décembre 1962 | 2 avril 1967   | Maurice Georges   | UNR-UDT         | |
| IIIe        | 3 avril 1967    | 30 mai 1968    | Maurice Georges   | UD-Ve           | Mandat écourté à la suite d'une dissolution parlementaire décidée par Charles de Gaulle.                        |
| IVe         | 11 juillet 1968 | 1er avril 1973 | Maurice Georges   | UDR             | |
| Ve          | 2 avril 1973    | 2 avril 1978   | Maurice Georges   | UDR             | |
| VIe         | 3 avril 1978    | 22 mai 1981    | Antoine Rufenacht | RPR             | Mandat écourté à la suite d'une dissolution parlementaire décidée par François Mitterrand.                      |
| VIIe        | 2 juillet 1981  | 1er avril 1986 | Joseph Menga      | PS              | |
| IXe         | 23 juin 1988    | 1er avril 1993 | Paul Dhaille      | PS              | |
| Xe          | 2 avril 1993    | 21 avril 1997  | Denis Merville,   | RPR,            | Mandat écourté à la suite d'une dissolution parlementaire décidée par Jacques Chirac.                           |
| XIe         | 12 juin 1997    | 18 juin 2002   | Paul Dhaille,     | PS,             | |
| XIIe        | 19 juin 2002    | 19 juin 2007   | Denis Merville,   | UMP,            | |
| XIIIe       | 20 juin 2007    | 19 juin 2012   | Jean-Paul Lecoq   | PCF             | |
| XIVe        | 20 juin 2012    | 28 août 2015   | Sandrine Hurel    | PS              | Remplacée à partir du 27 août 2015 par Marie Le Vern à la suite de la prolongation de sa mission parlementaire. |
| XIVe        | 28 août 2015    | 20 juin 2017   | Marie Le Vern     | PS              | Remplacée à partir du 27 août 2015 par Marie Le Vern à la suite de la prolongation de sa mission parlementaire. |
| XVe         | 21 juin 2017    | 21 juin 2022   | Sébastien Jumel   | PCF             | |
| XVIe        | 22 juin 2022    | 9 juin 2024    | Sébastien Jumel   | PCF             | Mandat écourté à la suite d'une dissolution parlementaire décidée par Emmanuel Macron.                          |

## Historique des élections

### Élections de 1958
| Candidat                    | Candidat           | Parti          | Premier tour | Premier tour | Second tour | Second tour |  |
| Candidat                    | Candidat           | Parti          | Voix         | %            | Voix        | %           |  |
| --------------------------- | ------------------ | -------------- | ------------ | ------------ | ----------- | ----------- |  |
|                             | Pierre Courant élu | CNIP           | 24 338       | 45,12        | 33 082      | 64,36       |  |
|                             | Louis Eudier       | PCF            | 11 519       | 21,35        | 12 412      | 24,15       |  |
|                             | Jean Chenel        | MRP            | 9 622        | 17,84        | 14          | 0,03        |  |
|                             | Robert Monguillon  | SFIO           | 3 518        | 6,52         | 5 896       | 11,47       |  |
|                             | Jean Binot         | UFD            | 2 587        | 4,8          |             |             |  |
|                             | René Charrière     | Radsoc         | 2 360        | 4,37         |             |             |  |
|                             |                    |                |              |              |             |             |  |
| Inscrits                    | Inscrits           | Inscrits       | 71 258       | 100,00       | 71 247      | 100,00      |  |
| Abstentions                 | Abstentions        | Abstentions    | 15 862       | 22,26        | 18 481      | 25,94       |  |
| Votants                     | Votants            | Votants        | 55 396       | 77,74        | 52 766      | 74,06       |  |
| Blancs et nuls              | Blancs et nuls     | Blancs et nuls | 1 452        | 2,62         | 1 362       | 2,58        |  |
| Exprimés                    | Exprimés           | Exprimés       | 53 944       | 97,38        | 51 404      | 97,42       |  |
| Source : Gallica et CEVIPOF |                    |                |              |              |             |             |  |

Robert Lenoble, conseiller général du canton du Havre-6, était le suppléant de Pierre Courant.

### Élections de 1962
| Candidat                    | Candidat               | Parti          | Premier tour | Premier tour | Second tour | Second tour |  |
| Candidat                    | Candidat               | Parti          | Voix         | %            | Voix        | %           |  |
| --------------------------- | ---------------------- | -------------- | ------------ | ------------ | ----------- | ----------- |  |
|                             | Maurice Georges élu    | UNR-UDT        | 16 223       | 32,71        | 31 458      | 63,55       |  |
|                             | Pierre Courant sortant | Modérés        | 15 019       | 30,29        | 62          | 0,13        |  |
|                             | Louis Eudier           | PCF            | 13 827       | 27,88        | 17 979      | 36,32       |  |
|                             | Lucien Lhonorey        | SFIO           | 4 520        | 9,11         | Retrait     | Retrait     |  |
|                             |                        |                |              |              |             |             |  |
| Inscrits                    | Inscrits               | Inscrits       | 75 596       | 100,00       | 75 590      | 100,00      |  |
| Abstentions                 | Abstentions            | Abstentions    | 24 484       | 32,39        | 23 054      | 30,5        |  |
| Votants                     | Votants                | Votants        | 51 112       | 67,61        | 52 536      | 69,5        |  |
| Blancs et nuls              | Blancs et nuls         | Blancs et nuls | 1 523        | 2,98         | 3 037       | 5,78        |  |
| Exprimés                    | Exprimés               | Exprimés       | 49 589       | 97,02        | 49 499      | 94,22       |  |
| Source : Gallica et CEVIPOF |                        |                |              |              |             |             |  |

Le suppléant de Maurice Georges était Julien Raoult, capitaine de la marine marchande, pilote de la Seine.

### Élections de 1967
| Candidat                    | Candidat                      | Parti          | Premier tour | Premier tour | Second tour | Second tour |  |
| Candidat                    | Candidat                      | Parti          | Voix         | %            | Voix        | %           |  |
| --------------------------- | ----------------------------- | -------------- | ------------ | ------------ | ----------- | ----------- |  |
|                             | Maurice Georges sortant réélu | UD-Ve          | 25 910       | 39,5         | 35 658      | 56,43       |  |
|                             | Jacques Eberhard              | PCF            | 19 681       | 30           | 27 533      | 43,57       |  |
|                             | Robert Lenoble                | Modérés        | 6 066        | 9,25         |             |             |  |
|                             | Yves Chegaray                 | CD (PDM)       | 5 173        | 7,89         |             |             |  |
|                             | Jean-Jacques Safar            | FGDS (SFIO)    | 4 827        | 7,36         |             |             |  |
|                             | Louis Pointier                | PSU            | 3 943        | 6,01         |             |             |  |
|                             |                               |                |              |              |             |             |  |
| Inscrits                    | Inscrits                      | Inscrits       | 82 262       | 100,00       | 82 250      | 100,00      |  |
| Abstentions                 | Abstentions                   | Abstentions    | 15 267       | 18,56        | 16 489      | 20,05       |  |
| Votants                     | Votants                       | Votants        | 66 995       | 81,44        | 65 761      | 79,95       |  |
| Blancs et nuls              | Blancs et nuls                | Blancs et nuls | 1 395        | 2,08         | 2 570       | 3,91        |  |
| Exprimés                    | Exprimés                      | Exprimés       | 65 600       | 97,92        | 63 191      | 96,09       |  |
| Source : Gallica et CEVIPOF |                               |                |              |              |             |             |  |

Le Docteur Seguin était suppléant de Maurice Georges.

### Élections de 1968
|                             | Maurice Georges sortant réélu | UDR (URP)      | 32 905 | 50,07  |  |  |  |
|                             | Jacques Eberhard              | PCF            | 16 794 | 25,56  |  |  |  |
|                             | Georges Alliot                | CD (PDM)       | 7 797  | 11,87  |  |  |  |
|                             | Marcel Thieulent              | FGDS (CIR)     | 4 599  | 7      |  |  |  |
|                             | Louis Pointier                | PSU            | 3 619  | 5,51   |  |  |  |
|                             |                               |                |        |        |  |  |  |
| Inscrits                    | Inscrits                      | Inscrits       | 81 547 | 100,00 |  |  |  |
| Abstentions                 | Abstentions                   | Abstentions    | 15 026 | 18,43  |  |  |  |
| Votants                     | Votants                       | Votants        | 66 521 | 81,57  |  |  |  |
| Blancs et nuls              | Blancs et nuls                | Blancs et nuls | 807    | 1,21   |  |  |  |
| Exprimés                    | Exprimés                      | Exprimés       | 65 714 | 98,79  |  |  |  |
| Source : Gallica et CEVIPOF |                               |                |        |        |  |  |  |

René Rabaste était le suppléant de Maurice Georges.

### Élections de 1973
| Candidat                    | Candidat                      | Parti          | Premier tour | Premier tour | Second tour | Second tour |  |
| Candidat                    | Candidat                      | Parti          | Voix         | %            | Voix        | %           |  |
| --------------------------- | ----------------------------- | -------------- | ------------ | ------------ | ----------- | ----------- |  |
|                             | Maurice Georges sortant réélu | UDR (URP)      | 19 456       | 28,79        | 36 039      | 55,84       |  |
|                             | Daniel Colliard               | PCF            | 18 572       | 27,48        | 28 506      | 44,16       |  |
|                             | Jean-Marc Olivier             | MR             | 8 331        | 12,33        |             |             |  |
|                             | Michel Dubosc                 | CNIP           | 8 231        | 12,18        |             |             |  |
|                             | Georges Peyratout             | PS (UGSD)      | 7 980        | 11,81        |             |             |  |
|                             | Paul Reguer                   | PSU            | 2 003        | 2,96         |             |             |  |
|                             | Maurice Fontaine              | Divers droite  | 1 050        | 1,55         |             |             |  |
|                             | Christian Châtillon           | LCR            | 992          | 1,47         |             |             |  |
|                             | Pierre Povie                  | FN             | 973          | 1,44         |             |             |  |
|                             |                               |                |              |              |             |             |  |
| Inscrits                    | Inscrits                      | Inscrits       | 84 114       | 100,00       | 84 106      | 100,00      |  |
| Abstentions                 | Abstentions                   | Abstentions    | 15 070       | 17,92        | 16 530      | 19,65       |  |
| Votants                     | Votants                       | Votants        | 69 044       | 82,08        | 67 576      | 80,35       |  |
| Blancs et nuls              | Blancs et nuls                | Blancs et nuls | 1 456        | 2,11         | 3 031       | 4,49        |  |
| Exprimés                    | Exprimés                      | Exprimés       | 67 588       | 97,89        | 64 545      | 95,51       |  |
| Source : Gallica et CEVIPOF |                               |                |              |              |             |             |  |

Antoine Rufenacht était le suppléant de Maurice Georges.
Maurice Georges démissionne le 30 avril 1975 et décède le 15 août suivant.

### Élection partielle du 8 et du 15 juin 1975
| Candidat                                           | Candidat                   | Parti                     | Premier tour | Premier tour | Second tour | Second tour |  |
| Candidat                                           | Candidat                   | Parti                     | Voix         | %            | Voix        | %           |  |
| -------------------------------------------------- | -------------------------- | ------------------------- | ------------ | ------------ | ----------- | ----------- |  |
|                                                    | Antoine Rufenacht élu      | UDR                       | 17 712       | 33,44        | 32 203      | 53,44       |  |
|                                                    | Daniel Colliard            | PCF                       | 16 574       | 31,29        | 28 057      | 46,55       |  |
|                                                    | Jacqueline Rubé            | PS                        | 8 189        | 15,46        |             |             |  |
|                                                    | Jean-Marc Olivier          | CR (MR)                   | 4 980        | 9,40         |             |             |  |
|                                                    | Paul Lanos                 | Divers droite (Gaulliste) | 3 536        | 6,67         |             |             |  |
|                                                    | Paul Reguer                | PSU                       | 697          | 1,31         |             |             |  |
|                                                    | Jean Cadiou                | FN                        | 606          | 1,14         |             |             |  |
|                                                    | Jean-Marie Toullec         | LCR                       | 404          | 0,76         |             |             |  |
|                                                    | Abd-el-Krim Ben Lahoussine | LO                        | 267          | 0,50         |             |             |  |
|                                                    |                            |                           |              |              |             |             |  |
| Inscrits                                           | Inscrits                   | Inscrits                  | 89 348       | 100,00       | 89 340      | 100,00      |  |
| Abstentions                                        | Abstentions                | Abstentions               | 35 694       | 39,95        | 27 543      | 30,83       |  |
| Votants                                            | Votants                    | Votants                   | 53 654       | 60,05        | 61 797      | 69,17       |  |
| Blancs et nuls                                     | Blancs et nuls             | Blancs et nuls            | 689          | 1,28         | 1 537       | 2,49        |  |
| Exprimés                                           | Exprimés                   | Exprimés                  | 52 965       | 98,72        | 60 260      | 97,51       |  |
| Source : Le Monde, éditions des 11 et 17 juin 1975 |                            |                           |              |              |             |             |  |

Le suppléant d'Antoine Rufenacht était Raymond Réjaud. Il remplace Antoine Rufenacht, nommé membre du gouvernement, du 28 septembre 1976 au 2 avril 1978.

### Élections de 1978
| Candidat                    | Candidat                        | Parti          | Premier tour | Premier tour | Second tour | Second tour |  |
| Candidat                    | Candidat                        | Parti          | Voix         | %            | Voix        | %           |  |
| --------------------------- | ------------------------------- | -------------- | ------------ | ------------ | ----------- | ----------- |  |
|                             | Antoine Rufenacht sortant réélu | RPR            | 34 017       | 43,33        | 41 394      | 52,82       |  |
|                             | Daniel Colliard                 | PCF            | 22 288       | 28,39        | 36 976      | 47,18       |  |
|                             | Michel Vallery                  | PS             | 12 595       | 16,04        | Retrait     | Retrait     |  |
|                             | Gilles Klein                    | Écologie 78    | 3 892        | 4,96         |             |             |  |
|                             | Robert Lesieur                  | FN             | 934          | 1,19         |             |             |  |
|                             | Monique Petit                   | Divers         | 914          | 1,16         |             |             |  |
|                             | Claire Thieulent                | PSU (FA)       | 815          | 1,04         |             |             |  |
|                             | Gérard Fontaine                 | MDD            | 749          | 0,95         |             |             |  |
|                             | Jean-Pierre Fidelin             | MRG            | 689          | 0,88         |             |             |  |
|                             | Charles Soubeyran               | LO             | 613          | 0,78         |             |             |  |
|                             | Nadine Watrin                   | LCR            | 573          | 0,73         |             |             |  |
|                             | Henriette Teyssier              | UGP            | 426          | 0,54         |             |             |  |
|                             |                                 |                |              |              |             |             |  |
| Inscrits                    | Inscrits                        | Inscrits       | 94 176       | 100,00       | 94 072      | 100,00      |  |
| Abstentions                 | Abstentions                     | Abstentions    | 14 992       | 15,92        | 13 428      | 14,27       |  |
| Votants                     | Votants                         | Votants        | 79 184       | 84,08        | 80 644      | 85,73       |  |
| Blancs et nuls              | Blancs et nuls                  | Blancs et nuls | 679          | 0,86         | 2 274       | 2,82        |  |
| Exprimés                    | Exprimés                        | Exprimés       | 78 505       | 99,14        | 78 370      | 97,18       |  |
| Source : Gallica et CEVIPOF |                                 |                |              |              |             |             |  |

Raymond Réjaud était suppléant d'Antoine Rufenacht.

### Élections de 1981
| Candidat       | Candidat                  | Parti          | Premier tour | Premier tour | Second tour | Second tour |  |
| Candidat       | Candidat                  | Parti          | Voix         | %            | Voix        | %           |  |
| -------------- | ------------------------- | -------------- | ------------ | ------------ | ----------- | ----------- |  |
|                | Antoine Rufenacht sortant | RPR (UNM)      | 28 595       | 42,01        | 32 195      | 45,30       |  |
|                | Joseph Menga élu          | PS             | 18 353       | 26,96        | 38 881      | 54,70       |  |
|                | Daniel Colliard           | PCF            | 17 525       | 25,74        | Retrait     | Retrait     |  |
|                | Gilles Klein              | MÉP            | 2 563        | 3,77         |             |             |  |
|                | Alain Ponvert             | LCR            | 531          | 0,78         |             |             |  |
|                | Jean-Pierre Fidelin       | Divers gauche  | 505          | 0,74         |             |             |  |
|                | P. Beaudet                | FN             | 1            | 0,00         |             |             |  |
|                |                           |                |              |              |             |             |  |
| Inscrits       | Inscrits                  | Inscrits       | 96 715       | 100,00       | 96 714      | 100,00      |  |
| Abstentions    | Abstentions               | Abstentions    | 27 992       | 28,94        | 24 614      | 25,45       |  |
| Votants        | Votants                   | Votants        | 68 723       | 71,06        | 72 100      | 74,55       |  |
| Blancs et nuls | Blancs et nuls            | Blancs et nuls | 650          | 0,95         | 1 024       | 1,42        |  |
| Exprimés       | Exprimés                  | Exprimés       | 68 073       | 99,05        | 71 076      | 98,58       |  |

Michel Vallery, maire de Montivilliers était le suppléant de Joseph Menga.

### Élections de 1988
| Candidat       | Candidat                   | Parti          | Premier tour | Premier tour | Second tour | Second tour |  |
| Candidat       | Candidat                   | Parti          | Voix         | %            | Voix        | %           |  |
| -------------- | -------------------------- | -------------- | ------------ | ------------ | ----------- | ----------- |  |
|                | Paul Dhaille sortant réélu | PS             | 19 551       | 41,99        | 30 939      | 64,36       |  |
|                | Claude Laplace             | UDF (PR) (URC) | 13 207       | 28,36        | 17 130      | 35,64       |  |
|                | Maryvonne Rioual           | PCF            | 10 591       | 22,75        | Retrait     | Retrait     |  |
|                | André Foucher              | FN             | 3 212        | 6,9          |             |             |  |
|                |                            |                |              |              |             |             |  |
| Inscrits       | Inscrits                   | Inscrits       | 72 590       | 100,00       | 72 567      | 100,00      |  |
| Abstentions    | Abstentions                | Abstentions    | 25 245       | 34,78        | 23 170      | 31,93       |  |
| Votants        | Votants                    | Votants        | 47 345       | 65,22        | 49 397      | 68,07       |  |
| Blancs et nuls | Blancs et nuls             | Blancs et nuls | 784          | 1,66         | 1 328       | 2,69        |  |
| Exprimés       | Exprimés                   | Exprimés       | 46 561       | 98,34        | 48 069      | 97,31       |  |

Le suppléant de Paul Dhaille était Yves Bertrand, mécanicien ajusteur au Havre.

### Élections de 1993
| Candidat       | Candidat             | Parti          | Premier tour | Premier tour | Second tour | Second tour |  |
| Candidat       | Candidat             | Parti          | Voix         | %            | Voix        | %           |  |
| -------------- | -------------------- | -------------- | ------------ | ------------ | ----------- | ----------- |  |
|                | Denis Merville élu   | RPR (UPF)      | 16 602       | 34,09        | 24 344      | 51,22       |  |
|                | Paul Dhaille sortant | PS (ADFP)      | 9 463        | 19,43        | 23 185      | 48,78       |  |
|                | Maryvonne Rioual     | PCF            | 8 413        | 17,27        |             |             |  |
|                | Patrick Mazet        | FN             | 5 449        | 11,19        |             |             |  |
|                | Joël Valette         | Les Verts (EÉ) | 3 430        | 7,04         |             |             |  |
|                | Christian Le Goff    | CPNT           | 1 899        | 3,9          |             |             |  |
|                | Jean-Marc Varin      | LO             | 1 371        | 2,82         |             |             |  |
|                | Denis Guéret         | Divers         | 913          | 1,87         |             |             |  |
|                | Marcel Chopine       | LT-LNÉ         | 664          | 1,36         |             |             |  |
|                | Pierre Étourneau     | Divers droite  | 497          | 1,02         |             |             |  |
|                |                      |                |              |              |             |             |  |
| Inscrits       | Inscrits             | Inscrits       | 73 882       | 100,00       | 73 878      | 100,00      |  |
| Abstentions    | Abstentions          | Abstentions    | 22 737       | 30,77        | 22 759      | 30,81       |  |
| Votants        | Votants              | Votants        | 51 145       | 69,23        | 51 119      | 69,19       |  |
| Blancs et nuls | Blancs et nuls       | Blancs et nuls | 2 444        | 4,78         | 3 590       | 7,02        |  |
| Exprimés       | Exprimés             | Exprimés       | 48 701       | 95,22        | 47 529      | 92,98       |  |

La suppléante de Denis Merville était Annie Guillemet, conseillère régionale.

### Élections de 1997
| Candidat       | Candidat               | Parti          | Premier tour | Premier tour | Second tour | Second tour |  |
| Candidat       | Candidat               | Parti          | Voix         | %            | Voix        | %           |  |
| -------------- | ---------------------- | -------------- | ------------ | ------------ | ----------- | ----------- |  |
|                | Paul Dhaille élu       | PS             | 13 035       | 26,16        | 30 366      | 60,45       |  |
|                | Denis Merville sortant | RPR            | 12 695       | 25,48        | 19 869      | 39,55       |  |
|                | Jean-Paul Lecoq        | PCF            | 10 273       | 20,62        | Retrait     | Retrait     |  |
|                | Francis Duval          | FN             | 7 846        | 15,75        |             |             |  |
|                | Michel Flambard        | Les Verts      | 1 471        | 2,95         |             |             |  |
|                | Patrick Parriaux       | GÉ             | 1 346        | 2,7          |             |             |  |
|                | Daniel Germain         | Divers gauche  | 891          | 1,79         |             |             |  |
|                | Yves Gaignoux          | LDI (MPF)      | 859          | 1,72         |             |             |  |
|                | Patrick Saout          | Extrême gauche | 679          | 1,36         |             |             |  |
|                | Serge Cognard          | US4J           | 403          | 0,81         |             |             |  |
|                | Christian Gauthier     | Divers gauche  | 329          | 0,66         |             |             |  |
|                |                        |                |              |              |             |             |  |
| Inscrits       | Inscrits               | Inscrits       | 73 513       | 100,00       | 73 506      | 100,00      |  |
| Abstentions    | Abstentions            | Abstentions    | 21 729       | 29,56        | 20 481      | 27,86       |  |
| Votants        | Votants                | Votants        | 51 784       | 70,44        | 53 025      | 72,14       |  |
| Blancs et nuls | Blancs et nuls         | Blancs et nuls | 1 957        | 3,78         | 2 790       | 5,26        |  |
| Exprimés       | Exprimés               | Exprimés       | 49 827       | 96,22        | 50 235      | 94,74       |  |

Le suppléant de Paul Dhaille était Yves Bertrand, ajusteur, militant syndical CGT et associatif, du Havre.

### Élections de 2002
| Candidat       | Candidat              | Parti            | Premier tour | Premier tour | Second tour | Second tour |  |
| Candidat       | Candidat              | Parti            | Voix         | %            | Voix        | %           |  |
| -------------- | --------------------- | ---------------- | ------------ | ------------ | ----------- | ----------- |  |
|                | Denis Merville élu    | UMP              | 15 644       | 33,76        | 21 257      | 50,3        |  |
|                | Paul Dhaille sortant  | PS               | 10 274       | 22,17        | 21 000      | 49,7        |  |
|                | Jean-Paul Lecoq       | PCF              | 7 015        | 15,14        |             |             |  |
|                | Daniel Lefort         | FN               | 5 904        | 12,74        |             |             |  |
|                | Rachid Chebli         | Divers gauche    | 1 479        | 3,19         |             |             |  |
|                | Brigitte Bertois      | CPNT             | 1 391        | 3            |             |             |  |
|                | Malka Kreizel-Debleds | Les Verts        | 1 259        | 2,72         |             |             |  |
|                | Francis Duval         | MNR              | 1 081        | 2,33         |             |             |  |
|                | Joël Lamy             | LO               | 735          | 1,59         |             |             |  |
|                | Véronique Bréant      | LCR              | 713          | 1,54         |             |             |  |
|                | Samuel Potier         | Divers           | 426          | 0,92         |             |             |  |
|                | Dominique Mutel       | Pôle républicain | 423          | 0,91         |             |             |  |
|                |                       |                  |              |              |             |             |  |
| Inscrits       | Inscrits              | Inscrits         | 75 909       | 100,00       | 75 911      | 100,00      |  |
| Abstentions    | Abstentions           | Abstentions      | 28 783       | 37,92        | 31 661      | 41,71       |  |
| Votants        | Votants               | Votants          | 47 126       | 62,08        | 44 250      | 58,29       |  |
| Blancs et nuls | Blancs et nuls        | Blancs et nuls   | 782          | 1,66         | 1 993       | 4,5         |  |
| Exprimés       | Exprimés              | Exprimés         | 46 344       | 98,34        | 42 257      | 95,5        |  |

La suppléante de Denis Merville était Chantal Sayaret, adjointe au maire du Havre.

### Élections de 2007
| Candidat       | Candidat               | Parti          | Premier tour | Premier tour | Second tour | Second tour |  |
| Candidat       | Candidat               | Parti          | Voix         | %            | Voix        | %           |  |
| -------------- | ---------------------- | -------------- | ------------ | ------------ | ----------- | ----------- |  |
|                | Denis Merville sortant | UMP            | 17 743       | 39,16        | 21 819      | 48,89       |  |
|                | Jean-Paul Lecoq élu    | PCF            | 7 585        | 16,74        | 22 813      | 51,11       |  |
|                | Aquilino Morelle       | PS             | 7 437        | 16,41        |             |             |  |
|                | Paul Dhaille           | PRG            | 3 410        | 7,53         |             |             |  |
|                | Rachid Chebli          | UDF–MoDem      | 2 506        | 5,53         |             |             |  |
|                | Alain Herlin           | FN             | 2 244        | 4,95         |             |             |  |
|                | Michel Flambard        | Les Verts      | 1 163        | 2,57         |             |             |  |
|                | Brigitte Bertois       | CPNT           | 955          | 2,11         |             |             |  |
|                | Véronique Breant       | LCR            | 793          | 1,75         |             |             |  |
|                | Yann Regard            | MPF            | 496          | 1,09         |             |             |  |
|                | Olivia Lewi            | LO             | 372          | 0,82         |             |             |  |
|                | Paulette Argentin      | MNR            | 243          | 0,54         |             |             |  |
|                | Chantal Girardin       | diss. PCF      | 217          | 0,48         |             |             |  |
|                | Claude Tourneboeuf     | Divers         | 146          | 0,32         |             |             |  |
|                |                        |                |              |              |             |             |  |
| Inscrits       | Inscrits               | Inscrits       | 79 324       | 100,00       | 79 322      | 100,00      |  |
| Abstentions    | Abstentions            | Abstentions    | 33 195       | 41,85        | 33 413      | 42,12       |  |
| Votants        | Votants                | Votants        | 46 129       | 58,15        | 45 909      | 57,88       |  |
| Blancs et nuls | Blancs et nuls         | Blancs et nuls | 819          | 1,78         | 1 277       | 2,78        |  |
| Exprimés       | Exprimés               | Exprimés       | 45 310       | 98,22        | 44 632      | 97,22       |  |

### Élections de 2012
| Candidat       | Candidat                     | Parti          | Premier tour | Premier tour | Second tour | Second tour |  |
| Candidat       | Candidat                     | Parti          | Voix         | %            | Voix        | %           |  |
| -------------- | ---------------------------- | -------------- | ------------ | ------------ | ----------- | ----------- |  |
|                | Sandrine Hurel sortant réélu | PS             | 21 198       | 32,47        | 34 322      | 54,56       |  |
|                | Michel Lejeune sortant       | UMP            | 20 069       | 30,74        | 28 581      | 45,44       |  |
|                | Sébastien Jumel              | FG (PCF)       | 10 803       | 16,55        |             |             |  |
|                | Sophie Petel                 | FN             | 9 614        | 14,73        |             |             |  |
|                | Frédéric Weisz               | EÉLV           | 1 330        | 2,04         |             |             |  |
|                | Serge Renaudin               | MoDem          | 1 246        | 1,91         |             |             |  |
|                | Laurence Baguet              | DLR            | 401          | 0,61         |             |             |  |
|                | Michelle Petiteville         | LO             | 353          | 0,54         |             |             |  |
|                | Rafael Alcaraz-Mor           | NPA            | 274          | 0,42         |             |             |  |
|                |                              |                |              |              |             |             |  |
| Inscrits       | Inscrits                     | Inscrits       | 110 282      | 100,00       | 110 291     | 100,00      |  |
| Abstentions    | Abstentions                  | Abstentions    | 43 994       | 39,89        | 45 049      | 40,85       |  |
| Votants        | Votants                      | Votants        | 66 288       | 60,11        | 65 242      | 59,15       |  |
| Blancs et nuls | Blancs et nuls               | Blancs et nuls | 1 000        | 1,51         | 2 339       | 3,59        |  |
| Exprimés       | Exprimés                     | Exprimés       | 65 288       | 98,49        | 62 903      | 96,41       |  |

### Élections de 2017
|                                                                                  |                                                                           |                           |                           |                          |                          |
|                                                                                  |                                                                           | Premier tour 11 juin 2017 | Premier tour 11 juin 2017 | Second tour 18 juin 2017 | Second tour 18 juin 2017 |
|                                                                                  |                                                                           |                           |                           |                          |                          |
|                                                                                  |                                                                           | Nombre                    | % des inscrits            | Nombre                   | % des inscrits           |
| Inscrits                                                                         | Inscrits                                                                  | 109 582                   | 100,00                    | 109 566                  | 100,00                   |
| Abstentions                                                                      | Abstentions                                                               | 51 726                    | 47,20                     | 57 731                   | 52,69                    |
| Votants                                                                          | Votants                                                                   | 57 856                    | 52,80                     | 51 835                   | 47,31                    |
|                                                                                  |                                                                           |                           | % des votants             |                          | % des votants            |
| Bulletins blancs                                                                 | Bulletins blancs                                                          | 1 020                     | 1,76                      | 3 028                    | 5,84                     |
| Bulletins nuls                                                                   | Bulletins nuls                                                            | 279                       | 0,48                      | 1 277                    | 2,46                     |
| Suffrages exprimés                                                               | Suffrages exprimés                                                        | 56 557                    | 97,75                     | 47 530                   | 91,69                    |
|                                                                                  |                                                                           |                           |                           |                          |                          |
| Candidat Étiquette politique (partis et alliances)                               | Candidat Étiquette politique (partis et alliances)                        | Voix                      | % des exprimés            | Voix                     | % des exprimés           |
|                                                                                  |                                                                           |                           |                           |                          |                          |
|                                                                                  | Philippe Dufour La République en marche !                                 | 15 197                    | 26,87                     | 22 685                   | 47,73                    |
|                                                                                  | Sébastien Jumel Parti communiste français (La France insoumise)           | 12 906                    | 22,82                     | 24 845                   | 52,27                    |
|                                                                                  | Nicolas Bay Front national                                                | 12 886                    | 22,78                     |                          |                          |
|                                                                                  | Blandine Lefebvre Union des démocrates et indépendants (Les Républicains) | 8 558                     | 15,13                     |                          |                          |
|                                                                                  | Marie Le Vern (députée sortante) Parti socialiste                         | 5 407                     | 9,56                      |                          |                          |
|                                                                                  | Éric Moisan Lutte ouvrière                                                | 676                       | 1,20                      |                          |                          |
|                                                                                  | David Grout Divers (Union populaire républicaine)                         | 509                       | 0,90                      |                          |                          |
|                                                                                  | Michel Cordin Divers gauche (Nouvelle Donne)                              | 418                       | 0,74                      |                          |                          |
| Source : Ministère de l'Intérieur - Sixième circonscription de la Seine-Maritime |                                                                           |                           |                           |                          |                          |

### Élections de 2022
| Résultats des élections législatives des 12 et 19 juin 2022 de la 6e circonscription de Seine-Maritime |                          |                          |                          |              |              |             |             |
| Candidat                                                                                               | Candidat                 | Parti et coalition       | Nuance                   | Premier tour | Premier tour | Second tour | Second tour |
| Candidat                                                                                               | Candidat                 | Parti et coalition       | Nuance                   | Voix         | %            | Voix        | %           |
| | Sébastien Jumel          | PCF (NUPES)              | NUP                      | 20 800       | 37,66        | 27 801      | 57,81       |
| | Patrice Martin           | RN                       | RN                       | 15 325       | 27,75        | 20 290      | 42,19       |
| | Lisa Broutté             | MoDem (ENS)              | ENS                      | 11 010       | 19,94        |             |             |
| | Robin Devogelaere-Pozzo  | LC (UDC)                 | DVD                      | 3 395        | 6,15         |             |             |
| | Claire Coppin            | REC                      | REC                      | 1 590        | 2,88         |             |             |
| | Florentin Arthus         | EAC                      | ECO                      | 1 185        | 2,15         |             |             |
| | Nathalie Spriet          | PA                       | ECO                      | 921          | 1,67         |             |             |
| | Michelle Petiteville     | LO                       | DXG                      | 458          | 0,83         |             |             |
| | François Leduc           | UDI                      | UDI                      | 277          | 0,50         |             |             |
| | Renaud Théron            | UCE (ÉMP)                | DVC                      | 264          | 0,48         |             |             |
| Votes valides                                                                                          | Votes valides            | Votes valides            | Votes valides            | 55 225       | 98,06        | 48 091      | 89,50       |
| Votes blancs                                                                                           | Votes blancs             | Votes blancs             | Votes blancs             | 805          | 1,43         | 4 364       | 8,12        |
| Votes nuls                                                                                             | Votes nuls               | Votes nuls               | Votes nuls               | 285          | 0,26         | 1 275       | 2,37        |
| Total                                                                                                  | Total                    | Total                    | Total                    | 56 315       | 100          | 53 730      | 100         |
| Abstention                                                                                             | Abstention               | Abstention               | Abstention               | 53 505       | 48,72        | 56 097      | 51,08       |
| Inscrits / participation                                                                               | Inscrits / participation | Inscrits / participation | Inscrits / participation | 109 820      | 51,28        | 109 827     | 48,92       |

### Élections législatives de 2024
| Candidat                 | Candidat                 | Parti et coalition       | Nuance                   | Premier tour | Premier tour | Second tour | Second tour |
| Candidat                 | Candidat                 | Parti et coalition       | Nuance                   | Voix         | %            | Voix        | %           |
| ------------------------ | ------------------------ | ------------------------ | ------------------------ | ------------ | ------------ | ----------- | ----------- |
|                          | Patrice Martin élu       | RN                       | RN                       | 32 235       | 44,91        | 36 281      | 51,21       |
|                          | Sébastien Jumel sortant  | PCF (NFP)                | UG                       | 24 763       | 34,50        | 34 571      | 48,79       |
|                          | Stéphane Accard          | LR (UDC)                 | LR                       | 12 916       | 17,99        |             |             |
|                          | Olivier Cléland          | REC                      | REC                      | 1 009        | 1,41         |             |             |
|                          | Éric Moisan              | LO                       | EXG                      | 861          | 1,20         |             |             |
|                          |                          |                          |                          |              |              |             |             |
| Votes valides            | Votes valides            | Votes valides            | Votes valides            | 71 784       | 97,37        | 70 852      | 94,44       |
| Votes blancs             | Votes blancs             | Votes blancs             | Votes blancs             | 1 436        | 1,95         | 3 287       | 4,38        |
| Votes nuls               | Votes nuls               | Votes nuls               | Votes nuls               | 500          | 0,68         | 884         | 1,18        |
| Total                    | Total                    | Total                    | Total                    | 73 720       | 100          | 75 023      | 100         |
| Abstention               | Abstention               | Abstention               | Abstention               | 35 541       | 32,53        | 34 252      | 31,34       |
| Inscrits / participation | Inscrits / participation | Inscrits / participation | Inscrits / participation | 109 261      | 67,47        | 109 275     | 68,66       |

#### Département de la Seine-Maritime
- La fiche de l'INSEE de cette circonscription : « Tableaux et Analyses de la sixième circonscription de la Seine-Maritime », sur insee.fr, site de l'Institut national de la statistique et des études économiques (consulté le 10 juin 2007) [PDF]

- « Tous les députés du département de la Seine-Maritime depuis 1789 », sur assemblee-nationale.fr, site de l'Assemblée nationale française (consulté le 10 juin 2007)

- « Informations contentieuses sur le département de la Seine-Maritime (Élections législatives de 2002) »(Archive.org • Wikiwix • Archive.is • Google • Que faire ?), sur conseil-constitutionnel.fr, site du Conseil constitutionnel (consulté le 13 juin 2007)

#### Circonscriptions en France
- « Carte des circonscriptions législatives en France », sur assemblee-nationale.fr, site de l'Assemblée nationale française (consulté le 10 juin 2007)

- « Résultats électoraux officiels en France »(Archive.org • Wikiwix • Archive.is • Google • Que faire ?), sur interieur.gouv.fr, site du ministère de l'Intérieur (France) (consulté le 13 juin 2007)

- Description et Atlas des circonscriptions électorales de France sur http://www.atlaspol.com, Atlaspol, site de cartographie géopolitique, consulté le 13 juin 2007.